# Comuna Peremîlivka, Mlîniv
Peremîlivka (în ucraineană Перемилівка) este o comună în raionul Mlîniv, regiunea Rivne, Ucraina, formată din satele Ivankivți, Lukarivka, Moșkiv și Peremîlivka (reședința).

## Demografie
Componența lingvistică a comunei Peremîlivka
     Ucraineană (99,06%)
     Alte limbi (0,94%)
Conform recensământului din 2001, majoritatea populației comunei Peremîlivka era vorbitoare de ucraineană (99,06%), existând în minoritate și vorbitori de alte limbi.